# ソル・スポーツマネージメント
株式会社ソル・スポーツマネージメント（英称:SOL SPORTS MANAGEMENT）は、日本のプロスポーツ選手マネジメント会社。選手のマネジメントのほか、ファイナンシャルプランニングやチーム強化コンサルティングなどを行う。社長である加茂建はサッカー日本代表元監督の加茂周の実弟である。

## 所属スポーツ選手など

### アスリート
- 三都主アレサンドロ（プロサッカー選手）
- 北嶋秀朗（プロサッカー選手）
- 橋本英郎（プロサッカー選手）
- 我那覇和樹（プロサッカー選手）
- 石川直宏（プロサッカー選手）
- 今野泰幸（プロサッカー選手）
- 藤本淳吾（プロサッカー選手）
- 枝村匠馬（プロサッカー選手）
- 本田拓也（プロサッカー選手）
- 森島康仁（プロサッカー選手）
- 荒川恵理子(プロサッカー選手）
- 阪口夢穂（なでしこリーグサッカー選手）
- エスクデロ・セルヒオ（プロサッカー選手）
- 三上和美（カーレーサー）
- 鍋島庵莉（プロロングボーダー）

### 指導者・文化人
- 加茂周（サッカー元日本代表監督）
- 宮内聡（サッカー元日本代表）
- 永島昭浩（サッカー元日本代表、スポーツキャスター、JFAアンバサダー）
- 名良橋晃（サッカー元日本代表、サッカー解説者、JFAアンバサダー）
- 布部陽功（アビスパ福岡アンバサダー、サッカー解説者）
- 野田朱美（サッカー元日本女子代表、スポーツコメンテーター、JFAアンバサダー）
- 佐伯夕利子（ビジャレアルCF育成部）
- 畑顕治（ノルディックウォーキングスペシャリスト、日本ノルディックウォーキング協会理事）

### 業務提携
- 松木安太郎（サッカー解説者）
- 堀尾正明（フリーアナウンサー）
- 斉藤仁（アテネ・北京五輪日本代表選手団柔道男子代表監督　故人）
- 川勝良一（サッカー解説者）
- 田中真二（サッカー解説者）
- 早野宏史（サッカー解説者）

## 関連会社
- 加茂商事株式会社
- 株式会社ジャパン・スポーツ・プロモーション
- 株式会社エスタディオ